# 高嶋菜七
高嶋 菜七（たかしま なな、1996年12月31日 - ）は、日本の歌手、女優。女性アイドルグループ「東京パフォーマンスドール」の元リーダー。
父は元プロ野球選手の髙嶋徹。
兵庫県出身。キューブ所属。

## 略歴・人物
2013年、約17年ぶりに再始動する新生東京パフォーマンスドールのメンバーの1人に全国8,800人の応募者の中から選出され、同グループのリーダーとして同年6月にステージデビュー。
東京パフォーマンスドールとしての活動のかたわら、2014年6月に個人で集英社『週刊ヤングジャンプ』にグラビアが掲載され、2015年1月には日本テレビ系のテレビドラマ『学校のカイダン』でドラマデビュー。2017年7月にオーディションを経て音楽劇『魔都夜曲』で李香蘭役を演じ、2018年5月にはNHK連続テレビ小説『半分、青い。』に出演した。
2023年3月より、ミュージカル『青春POP ROCK ルーザーヴィル』に出演。
趣味はグラノーラ集め、DJリミックス。
特技は英会話（バイリンガル）、テレビにつっこむこと。
小学4年から中学1年までシンガポールに留学経験がある。

## 出演

### 舞台
- 音楽劇『魔都夜曲』（2017年7月 - 8月、Bunkamuraシアターコクーン ほか） - 李香蘭 役[注釈 1][7]
- タイヨウのうた〜Midnight Sun〜（2018年9月 - 10月、なかのZERO大ホール ほか） - 松前美咲 役[11]
- SHOW BOY （2021年7月1日 - 8月7日、シアタークリエ、新歌舞伎座、名古屋市公会堂）- エンジェル 役[12]
- 舞台『プロパガンダゲーム』（2022年8月11日 - 28日、サンモールスタジオ） - 樫本成美 役[13]
- 青春POP ROCK『ルーザーヴィル（英語版）』（2023年3月 - 4月、新橋演舞場、大阪松竹座、上野学園ホール、御園座） - サマンサ・パウデン 役[9][14][15]

### テレビドラマ
- 学校のカイダン 第3話（2015年1月24日、日本テレビ） - 璃子 役[6]
- 連続テレビ小説 半分、青い。 第39話・第40回（2018年5月16日・17日、NHK） - 律といた女の子 役[8]
- 文学処女 第2話（2018年9月17日、MBS / 9月26日、TBS）[16]
- 女子高生の無駄づかい（2020年1月24日 - 3月6日、テレビ朝日） - クラスメイト・45℃ 役[17]
- ひみつ×戦士 ファントミラージュ! 第57話「帰ってきたファントミクイーン！」（2020年5月10日、テレビ東京） - 紺野メル 役[18]
- 年下彼氏 第11話「着せ替え彼氏」（2020年5月17日、朝日放送） - ヒロイン・大宮奈々子 役[19]
- 9ボーダー 第1話（2024年4月19日、TBS） - 小森美優 役[20]

### テレビ番組
- ビーバップ!ハイヒール（2015年10月1日、2015年11月12日、朝日放送）[21][22]
- そこまで言って委員会NP（2019年7月28日、11月10日、読売テレビ）[23][24]
- キソ英語を学んでみたら世界とつながった。（2024年4月4日 - 、NHK Eテレ）[25]

### ラジオ
- ミュージック・バズ（NHKラジオ第1放送）
  - （2019年5月8日、8月23日）
  - （2019年10月5日 - 2020年3月14日） - メインパーソナリティー[26][27]
- ラジオiNEWS（2019年9月5日、ラジオNIKKEI第1）[注釈 2]

### 雑誌
- 週刊ヤングジャンプ（集英社）
  - 2014年 No.28 特大号（2014年6月12日発売） - 巻末グラビア[28]
  - 2015年 No.8号（2015年1月22日発売） - 巻末グラビア[注釈 3][29]
- 東京ウォーカー（KADOKAWA）
  - 2017年5月号（2017年4月20日）[30]
- TVステーション（ダイヤモンド社）
  - 2017年3号（2017年1月18日）[注釈 4][31]
- S-style（プレスアート）
  - 2019年1月号（2018年12月25日）[注釈 5][32]

### ネット配信
- 「7」がつく日は菜七の日!!（2018年5月7日 - 、LINE LIVE） - 7日、17日、27日にLINE LIVE配信、またはLINE BLOG更新[33]。